# Eukodonija
Eukodonija (lat. Eucodonia), rod trajnica iz porodice gesnerijevki (Gesneriaceae). Postoje dvije vrste, a obje su meksički endemi.

## Opis roda
Nekada se smatralo da je Eucodonia blisko povezana s Achimenesom, ali sada se smatra da je prilično poseban i dobro definiran rod sa samo dvije varijabilne vrste, E. verticillata i E. andrieuxii. Kao i većina članova Gloxiniinae, ima ljuskaste rizome. Njegova prirodna rasprostranjenost ograničena je na Srednju Ameriku i sjevernu Južnu Ameriku, ali se naširoko uzgaja i cijeni zbog svojih cvjetova i lijepog lišća.

## Vrste
1. Eucodonia andrieuxii (DC.) Wiehler
2. Eucodonia verticillata (M.Martens & Galeotti) Wiehler